# 哈拉塔斯河
哈拉塔斯河（俄语：Харатас）是俄羅斯的河流，位於哈卡斯共和國西部，屬於白伊尤斯河的右支流，河道全長約60公里，流域面積1,350平方公里，發源自庫茲涅茨克山北麓。
流經國家/地區： 俄羅斯

注入/匯流河川： 白伊尤斯河